# Royal Rumble (2025)
Royal Rumble 2025, còn được quảng bá là Royal Rumble: Indianapolis, là một sự kiện đấu vật chuyên nghiệp do WWE sản xuất. Đây là sự kiện Royal Rumble thường niên lần thứ 38 và diễn ra vào thứ Bảy, ngày 1 tháng 2 năm 2025, tại Sân vận động Lucas Oil ở Indianapolis, Indiana, đánh dấu sự kiện Royal Rumble đầu tiên không diễn ra trong tháng 1. Sự kiện được phát sóng thông qua hình thức trả tiền theo lượt xem (PPV) và phát trực tiếp, có sự góp mặt của các đô vật từ cả ba thương hiệu của WWE. Đây là sự kiện PPV và phát trực tiếp đầu tiên của WWE được phát sóng trên Netflix tại hầu hết các thị trường bên ngoài Hoa Kỳ, sau khi WWE Network sáp nhập theo dịch vụ này vào tháng 1 năm 2025 và là sự kiện Royal Rumble đầu tiên được tổ chức tại một sân vận động của National Football League.
Sự kiện này dựa trên trận đấu Royal Rumble và người chiến thắng theo truyền thống sẽ nhận được một trận tranh đai vô địch thế giới tại WrestleMania năm đó. Đối với sự kiện năm 2025, người chiến thắng nam và nữ được quyền lựa chọn chức vô địch để thách đấu tại WrestleMania 41. Người chiến thắng nam có thể chọn thách đấu cho World Heavyweight Championship của Raw hoặc Undisputed WWE Championship của SmackDown, trong khi đô vật nữ có quyền lựa chọn giữa Women's World Championship của Raw và WWE Women's Championship của SmackDown. Trận đấu của nữ, là trận mở màn, đã được Charlotte Flair của SmackDown giành chiến thắng, trở thành người phụ nữ đầu tiên giành chiến thắng trong hai trận Royal Rumble kể từ lần đầu tiên giành chiến thắng vào năm 2020, trong khi trận đấu của nam, là trận đấu tâm điểm của sự kiện, đã được Jey Uso của Raw giành chiến thắng. Trong trận đấu của nữ, Roxanne Perez của NXT đã lập kỷ lục về thời gian dài nhất trong một trận Royal Rumble đơn nữ với 1:07:47 trong khi Nia Jax lập kỷ lục về số lần bị loại nhiều nhất trong một trận Royal Rumble đơn nữ với chín lần. Trận đấu của nam cũng lập kỷ lục về trận Royal Rumble dài nhất từng được tổ chức với 1:20:15.
Ngoài hai trận Royal Rumble, hai trận đấu khác cũng được tổ chức trong sự kiện, đó là tranh chức vô địch SmackDown. Trong trận đầu tiên, #DIY (Johnny Gargano và Tommaso Ciampa) đã đánh bại The Motor City Machine Guns (Alex Shelley và Chris Sabin) với tỷ số 2–1 trong trận đấu two out of three falls để giữ lại đai WWE Tag Team Championship, trong khi Cody Rhodes đánh bại Kevin Owens trong trận đấu Ladder match để giữ lại đai Undisputed WWE Championship. Sự kiện này cũng chứng kiến sự trở lại của Flair, Alexa Bliss, Nikki Bella, AJ Styles và Trish Stratus, trận đấu đầu tiên của cựu đô vật Total Nonstop Action Wrestling (TNA) Jordynne Grace theo hợp đồng của WWE và sự xuất hiện của TNA World Championship Joe Hendry. Đây cũng là lần xuất hiện cuối cùng của John Cena tại Royal Rumble do anh sẽ giải nghệ đấu vật chuyên nghiệp vào cuối năm 2025.

## Thông tin chi tiết

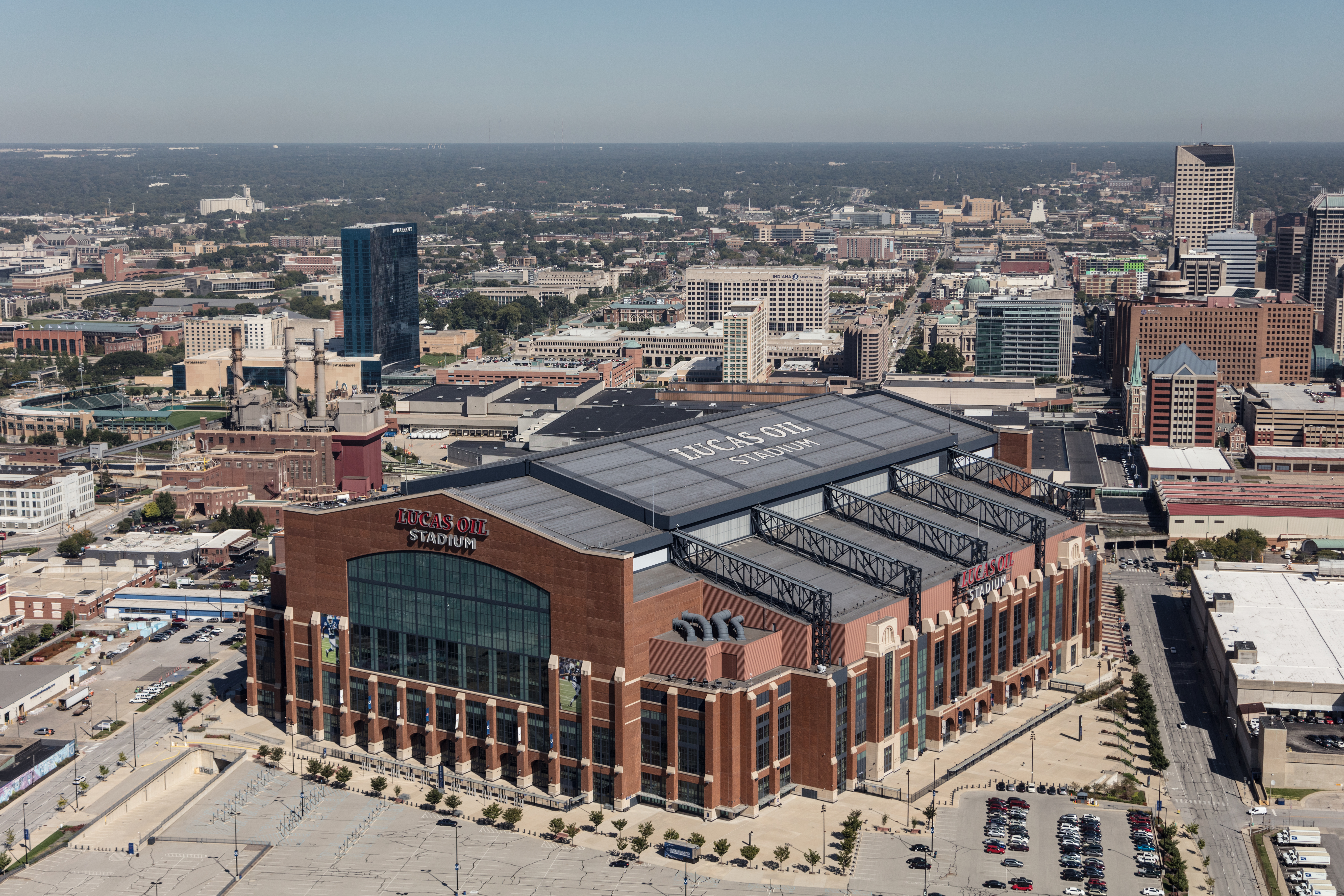
Sự kiện được tổ chức tại Sân vận động Lucas Oil ở Indianapolis, Indiana, là trận Royal Rumble đầu tiên được tổ chức tại một sân vận động NFL.

Royal Rumble là sự kiện đấu vật chuyên nghiệp thường niên được WWE tổ chức vào tháng 1 kể từ năm 1988. Đây là một trong năm sự kiện lớn nhất trong năm của công ty, cùng với WrestleMania, SummerSlam, Survivor Series và Money in the Bank]], được gọi là "Big Five". Khái niệm của sự kiện này dựa trên trận đấu Royal Rumble, một trận chiến hoàng gia theo kiểu đô vật chuyên nghiệp được sửa đổi trong đó những người tham gia vào các khoảng thời gian được tính toán trước thay vì tất cả đều bắt đầu trên sàn đấu cùng một lúc.
Từ khi sự kiện này bắt đầu vào năm 1988 cho đến sự kiện năm 2024, Royal Rumble được tổ chức hàng năm vào cuối tháng 1. Vào ngày 24 tháng 6 năm 2024, WWE đã công bố quan hệ đối tác với Indiana Sports Corp., theo đó Royal Rumble 2025, cũng như WrestleMania trong tương lai và SummerSlam trong tương lai, sẽ được tổ chức tại Sân vận động Lucas Oil ở Indianapolis, Indiana, sau đó đánh dấu sự kiện Royal Rumble đầu tiên được tổ chức tại một sân vận động của National Football League (NFL). Ngày diễn ra sự kiện Royal Rumble thường niên lần thứ 38 đã được công bố vào thứ Bảy, ngày 1 tháng 2, do đó đánh dấu sự kiện Royal Rumble đầu tiên được tổ chức ngoài tháng 1. Sự kiện này chủ yếu có sự góp mặt của các đô vật từ các hạng mục thương hiệu Raw và SmackDown, nhưng cũng có một số ít đô vật, cựu đô vât và những người tham gia bất ngờ khác của NXT cũng tham gia vào các trận đấu Rumble. Bài hát chủ đề chính thức của sự kiện là "Von Dutch" của Charli XCX.
Trận đấu Royal Rumble thường có 30 đô vật và người chiến thắng sẽ giành được một trận tranh đai vô địch thế giới tại WrestleMania năm đó. Đối với năm 2025, nam và nữ có thể chọn đai vô địch thế giới nào để thách đấu tại WrestleMania 41; nam có thể chọn World Heavyweight Championship của Raw hoặc Undisputed WWE Championship của SmackDown, trong khi đô vật nữ có quyền lựa chọn giữa Women's World Championship của Raw và WWE Women's Championship của SmackDown.

## Kết quả
| #                                           | Kết quả | Thể loại | Thời gian |
| ------------------------------------------- | --- | --- | --------- |
| 1                                           | Charlotte Flair thắng sau khi loại Roxanne Perez                                                                             | Trận đấu Royal Rumble 30 đô vật nữ tranh suất tham dự trận đấu tranh đai vô địch thế giới nữ tại WrestleMania 41           | 1:10:20   |
| 2                                           | #DIY (Johnny Gargano và Tommaso Ciampa) (c) đánh bại The Motor City Machine Guns (Alex Shelley và Chris Sabin) với tỉ số 2–1 | Trận đấu two out of three falls tranh đai WWE Tag Team Championship                                                        | 14:00     |
| 3                                           | Cody Rhodes (c) đánh bại Kevin Owens                                                                                         | Ladder match tranh đai Undisputed WWE Championship Đai vô địch "Undisputed" và "Winged Eagle" được treo phía trên sàn đấu. | 25:05     |
| 4                                           | Jey Uso thắng sau khi loại John Cena                                                                                         | Trận đấu Royal Rumble 30 đô vật nam tranh suất tham dự trận đấu tranh đai vô địch thế giới nam tại WrestleMania 41         | 1:20:15   |
| - (c) – chỉ người vô địch bước vào trận đấu | | |           |

### Danh sách tham dự và bị loại của trận đấu Royal Rumble nữ
– Raw
     – SmackDown
     – NXT
     – Hall of Famer (HOF)
     – Tự do
     – Thắng
| Thứ tự | Đô vật           | Thương hiệu/Thông tin bên lề | Thứ tự bi loại | Bị loại bởi            | Thời gian | Số người đô vật đã loại |
| ------ | ---------------- | ---------------------------- | -------------- | ---------------------- | --------- | ----------------------- |
| 1      | Iyo Sky          | Raw                          | 21             | Nia Jax                | 1:06:45   | 1                       |
| 2      | Liv Morgan       | Raw                          | 24             | Nia Jax                | 1:07:00   | 2                       |
| 3      | Roxanne Perez    | NXT                          | 29             | Charlotte Flair        | 1:07:47   | 1                       |
| 4      | Lyra Valkyria    | Raw                          | 2              | Ivy Nile               | 16:13     | 0                       |
| 5      | Chelsea Green    | SmackDown                    | 9              | Piper Niven            | 26:52     | 2                       |
| 6      | B-Fab            | SmackDown                    | 1              | Chelsea Green          | 07:20     | 0                       |
| 7      | Ivy Nile         | Raw                          | 3              | Maxxine Dupri          | 16:29     | 1                       |
| 8      | Zoey Stark       | Raw                          | 5              | Bianca Belair và Naomi | 16:58     | 1                       |
| 9      | Lash Legend      | NXT                          | 8              | Chelsea Green          | 17:22     | 0                       |
| 10     | Bianca Belair    | SmackDown                    | 23             | Nia Jax                | 49:17     | 1                       |
| 11     | Shayna Baszler   | Raw                          | 6              | Bayley                 | 10:12     | 1                       |
| 12     | Bayley           | Raw                          | 26             | Nikki Bella            | 46:59     | 1                       |
| 13     | Sonya Deville    | Raw                          | 7              | Iyo Sky                | 06:04     | 1                       |
| 14     | Maxxine Dupri    | Raw                          | 4              | Pure Fusion Collective | 01:20     | 1                       |
| 15     | Naomi            | SmackDown                    | 22             | Nia Jax                | 38:04     | 1                       |
| 16     | Jaida Parker     | NXT                          | 10             | Jordynne Grace         | 06:54     | 0                       |
| 17     | Piper Niven      | SmackDown                    | 14             | Charlotte Flair        | 24:10     | 1                       |
| 18     | Natalya          | Raw                          | 11             | Liv Morgan             | 17:14     | 0                       |
| 19     | Jordynne Grace   | Tự do                        | 15             | Giulia                 | 22:41     | 1                       |
| 20     | Michin           | SmackDown                    | 13             | Charlotte Flair        | 16:59     | 0                       |
| 21     | Alexa Bliss      | Tự do                        | 12             | Liv Morgan             | 11:01     | 0                       |
| 22     | Zelina Vega      | SmackDown                    | 16             | Nia Jax                | 18:04     | 0                       |
| 23     | Candice LeRae    | SmackDown                    | 17             | Trish Stratus          | 16:32     | 0                       |
| 24     | Stephanie Vaquer | NXT                          | 20             | Nia Jax                | 19:02     | 0                       |
| 25     | Trish Stratus    | HOF                          | 18             | Nia Jax                | 13:13     | 1                       |
| 26     | Raquel Rodriguez | Raw                          | 19             | Nia Jax                | 15:02     | 0                       |
| 27     | Charlotte Flair  | SmackDown                    | —              | Thắng                  | 15:04     | 4                       |
| 28     | Giulia           | NXT                          | 25             | Roxanne Perez          | 10:08     | 1                       |
| 29     | Nia Jax          | SmackDown                    | 28             | Charlotte Flair        | 08:13     | 9                       |
| 30     | Nikki Bella      | HOF                          | 27             | Nia Jax                | 03:04     | 1                       |

### Danh sách tham dự và bị loại của trận đấu Royal Rumble nam
– Raw
     – SmackDown
     – Hall of Famer (HOF)
     – TNA
     – Người nổi tiếng
     – Tự do
     – Thắng
| Thứ tự | Đô vật                   | Thương hiệu/Thông tin bên lề | Thứ tự bi loại | Bị loại bởi                | Thời gian | Số người đô vật đã loại |
| ------ | ------------------------ | ---------------------------- | -------------- | -------------------------- | --------- | ----------------------- |
| 1      | Rey Mysterio             | Raw (HOF)                    | 6              | Jacob Fatu                 | 24:41     | 0                       |
| 2      | Penta                    | Raw                          | 14             | Finn Bálor                 | 42:05     | 1                       |
| 3      | Chad Gable               | Raw                          | 5              | Jacob Fatu                 | 21:38     | 0                       |
| 4      | Carmelo Hayes            | SmackDown                    | 1              | Bron Breakker              | 06:59     | 0                       |
| 5      | Santos Escobar           | SmackDown                    | 2              | Bron Breakker              | 05:42     | 0                       |
| 6      | Otis                     | Raw                          | 3              | Bron Breakker & IShowSpeed | 09:43     | 1                       |
| 7      | Bron Breakker            | Raw                          | 12             | Roman Reigns               | 22:26     | 3                       |
| 8      | IShowSpeed               | Người nổi tiếng              | 4              | Otis                       | 00:56     | 1                       |
| 9      | Sheamus                  | Raw                          | 10             | Roman Reigns               | 15:38     | 0                       |
| 10     | Jimmy Uso                | SmackDown                    | 13             | Jacob Fatu                 | 15:34     | 0                       |
| 11     | Andrade                  | SmackDown                    | 7              | Jacob Fatu                 | 03:17     | 0                       |
| 12     | Jacob Fatu               | SmackDown                    | 16             | Braun Strowman             | 24:16     | 4                       |
| 13     | Ludwig Kaiser            | Raw                          | 8              | Penta                      | 00:06     | 0                       |
| 14     | The Miz                  | SmackDown                    | 9              | Roman Reigns               | 05:25     | 0                       |
| 15     | Joe Hendry               | TNA                          | 11             | Roman Reigns               | 03:35     | 0                       |
| 16     | Roman Reigns             | SmackDown                    | 25             | CM Punk                    | 37:15     | 4                       |
| 17     | Drew McIntyre            | Raw                          | 21             | Damian Priest              | 26:55     | 0                       |
| 18     | Finn Bálor               | Raw                          | 18             | John Cena & Braun Strowman | 11:10     | 1                       |
| 19     | Shinsuke Nakamura        | SmackDown                    | 15             | Jey Uso                    | 03:17     | 0                       |
| 20     | Jey Uso                  | Raw                          | —              | Thắng                      | 36:59     | 3                       |
| 21     | AJ Styles                | SmackDown                    | 24             | Logan Paul                 | 21:02     | 1                       |
| 22     | Braun Strowman           | SmackDown                    | 17             | John Cena                  | 02:12     | 2                       |
| 23     | John Cena                | Tự do                        | 29             | Jey Uso                    | 30:31     | 3                       |
| 24     | CM Punk                  | Raw                          | 27             | Logan Paul                 | 18:46     | 2                       |
| 25     | Seth "Freakin" Rollins   | Raw                          | 26             | CM Punk                    | 17:14     | 0                       |
| 26     | "Dirty" Dominik Mysterio | Raw                          | 19             | Damian Priest              | 04:09     | 0                       |
| 27     | Sami Zayn                | Raw                          | 20             | Jey Uso                    | 05:22     | 0                       |
| 28     | Damian Priest            | SmackDown                    | 22             | LA Knight                  | 06:14     | 2                       |
| 29     | LA Knight                | SmackDown                    | 23             | AJ Styles                  | 05:06     | 1                       |
| 30     | Logan Paul               | Raw                          | 28             | John Cena                  | 11:19     | 2                       |